# Кристиан (герцог Саксен-Вейсенфельский)
Кристиан (нем. Christian von Sachsen-Weißenfels; 23 февраля 1682, Вайсенфельс — 18 июня 1736, Зангерхаузен) — герцог Саксен-Вейсенфельский с 1712 года.

## Биография
Кристиан был шестым сыном (вторым из выживших) Саксен-Вейсенфельского герцога Иоганна Адольфа I и его первой жены Иоганны Магдалены Саксен-Альтенбургской. Он стал правителем герцогства после того, как в 1712 году скончался, не имея наследников мужского пола, правивший герцогством его старший брат Иоганн Георг Саксен-Вейсенфельский.
Кристиан продолжил политику покровительства искусствам, которую вели его предки, однако его безудержные траты привели к финансовому коллапсу в 1719 году, и курфюрст Саксонии был вынужден назначить специальную комиссию для управления герцогством.
В связи с тем, что на момент смерти в 1736 году у него не было потомков мужского пола, герцогство унаследовал его младший брат Иоганн Адольф II.

## Семья и дети
12 мая 1712 года Кристиан женился в Штольберге на Луизе Кристиане Штольберг-Штольбергской. Брак был бездетным.